# Tutnjevac
Tutnjevac es un pueblo en el municipio de Srebrenik, Bosnia y Herzegovina.

## Demografía
Según el censo de 2013, su población era de 345 habitantes.